# 柿野温泉
柿野温泉（かきのおんせん）は、岐阜県土岐市鶴里町柿野（旧国・美濃国）にある温泉。

## 泉質
- 単純放射能冷鉱泉
  - 泉温：22℃

## 温泉街
土岐川支流の妻木川上流、愛知県豊田市（旧・藤岡町）との境界近くの山里に位置。温泉街は存在しない。
国道363号沿いの田園地帯に数軒の旅館が存在する。全ての旅館で日帰り入浴可能。
当地に存在する旅館「八勝園湯元館」のジャングル温泉風呂は名物となっている。

## 宿泊施設一覧
- 八勝園湯元館
- 鶯鳴荘
- あさひ荘
- 柿野観光ホテル　つる屋

## 歴史
開湯時期は不詳。古くから名泉として知られ、戦国時代には、戦国武将の治療の地として使用されてきた。

## アクセス
- JR中央本線 土岐市駅よりタクシーで約30分。
- JR中央本線・太多線 多治見駅よりタクシーで約20分。
- 中央自動車道 土岐ICより車で約30分。
- 東海環状自動車道 せと品野ICより車で約20分。